# سیارک ۸۷۵۵
سیارک ۸۷۵۵ (به انگلیسی: 8755 Querquedula، نامگذاری:4586P-L) هشت هزار و هفتصد و پنجاه و پنجمین سیارک کشف شده‌است که در ۲۴ سپتامبر ۱۹۶۰ کشف شد.
قدر مطلق سیارک برابر ۱۲٫۸۰ است.